# Koriukówka
Koriukówka (ukr. Корюківка, Koriukiwka) – miasto na Ukrainie w obwodzie czernihowskim, siedziba władz rejonu koriukowskiego, liczy 14,8 tys. mieszkańców (2011).

## Niemiecka zbrodnia na mieszkańcach miasta
1 i 2 marca 1943 miała miejsce masakra mieszkańców dokonana przez oddziały 399-tej głównej polowej komendantury w mieście Konotop, a także przez żołnierzy węgierskiej 105-tej dywizji lekkiej. Pretekstem był napad partyzantów radzieckich na miejscowy niemiecki garnizon. Rozstrzelanych zostało wówczas co najmniej 6700 osób, w tym kobiety, dzieci i starcy; przeżyły tylko pojedyncze osoby. Zabudowa miasta została spalona.